# Architecture à Paris
Depuis près de deux mille ans, l'architecture marque profondément le paysage de Paris : c'est toute l'histoire de la ville qui se lit à travers ses palais, ses églises, ses hôtels, ses places et ses maisons. L'histoire de l'architecture est inséparable de l'histoire de l'urbanisme parisien.

## Antiquité

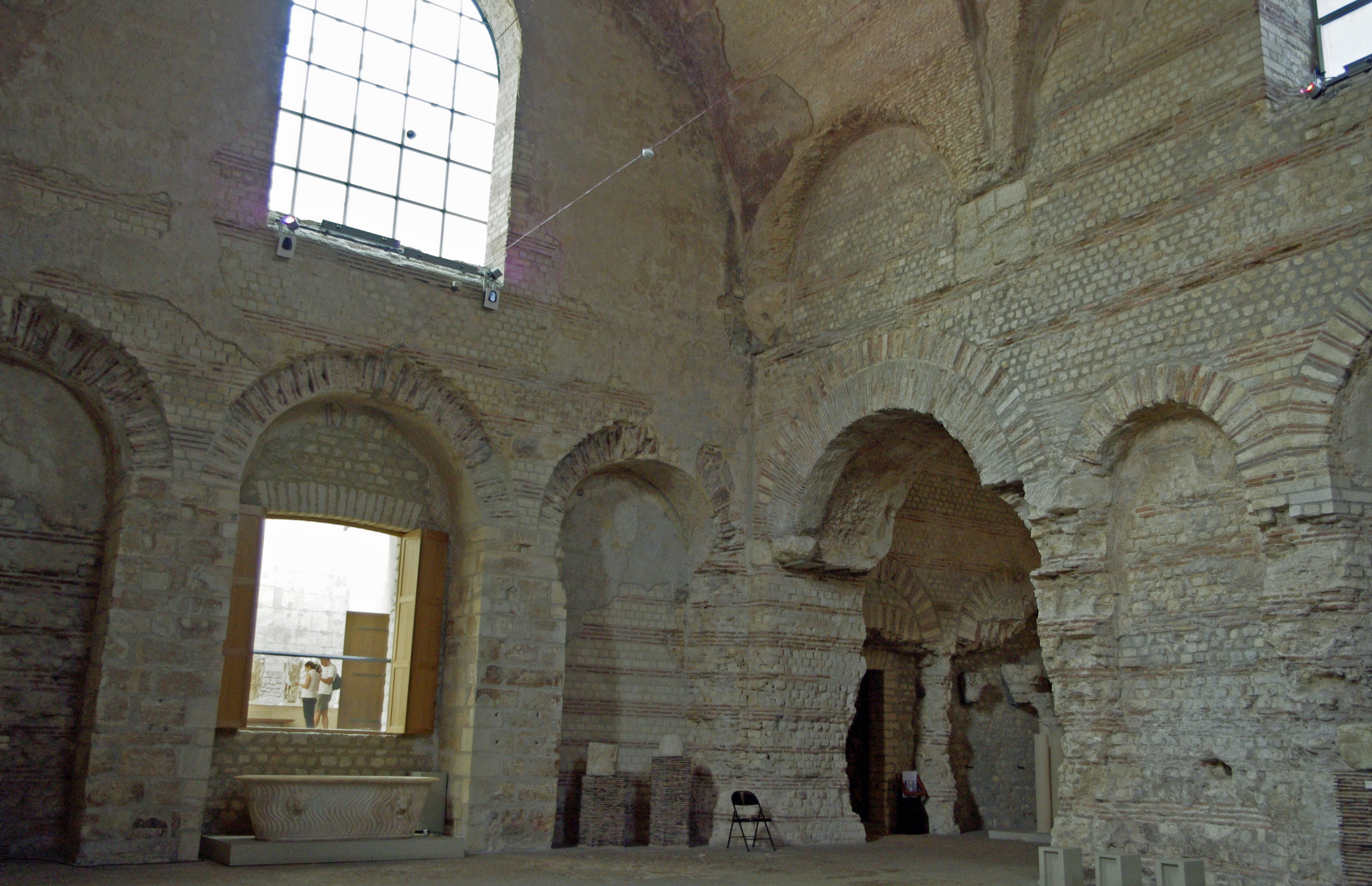
Frigidarium des anciens thermes de Cluny.

La Lutèce gallo-romaine est une ville assez importante qui compte environ 10 000 habitants et s'étend à la fois sur l’île de la Cité et sur la rive gauche. Si la ville n’atteint pas une taille considérable elle renferme néanmoins plusieurs bâtiments importants.

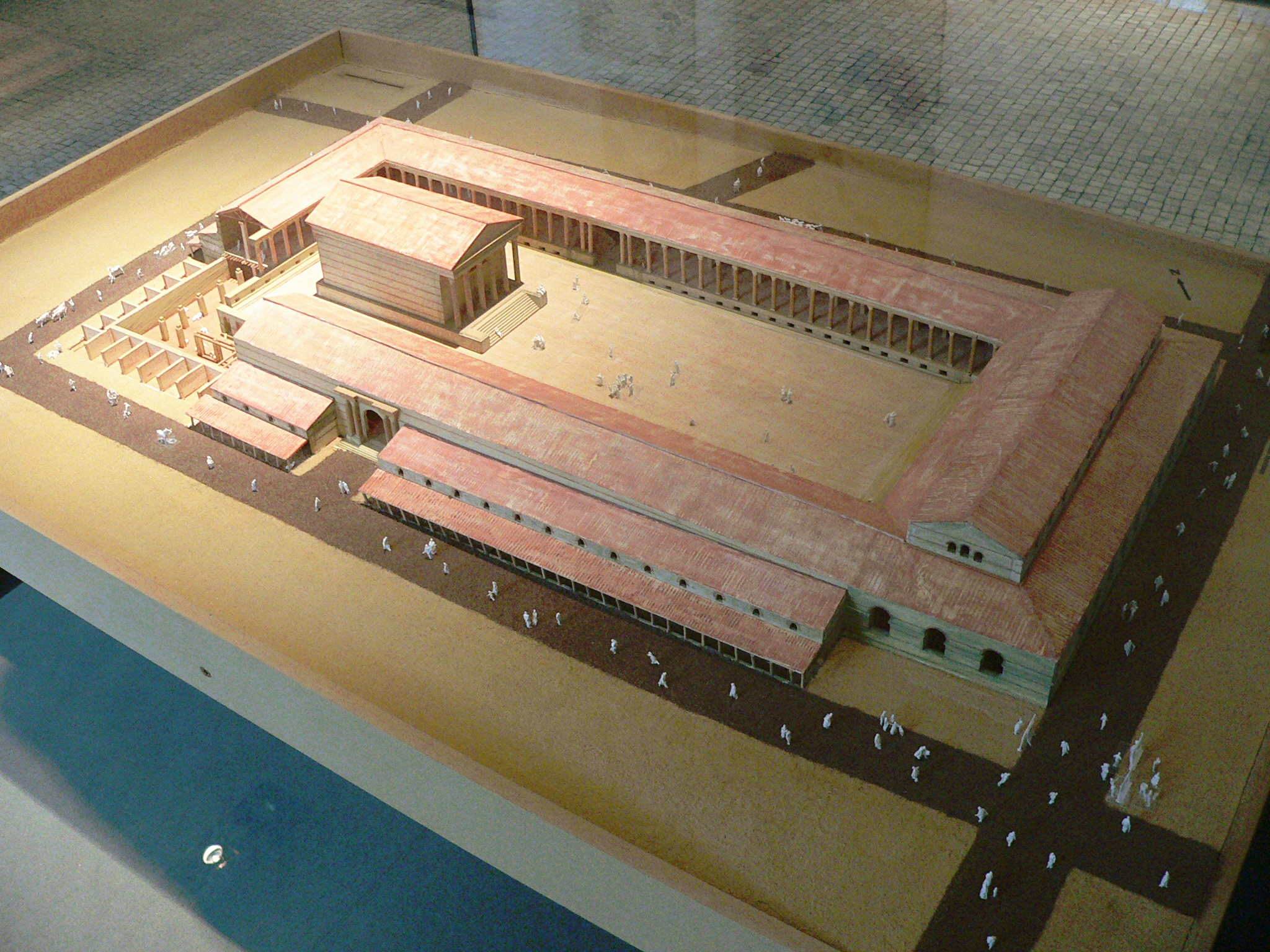
Maquette du forum conservée au musée Carnavalet.

Sur la rive gauche, trois établissements thermaux sont attestés. L'un est situé au niveau de l'actuelle rue Gay-Lussac. Ceux de l'est, dits du Collège de France, avaient à la fois une fonction hygiénique et thérapeutique et se trouvaient au niveau de la rue des Écoles. Ils possédaient peut être des piscines à gradins chauffées par hypocauste et étaient l'établissement thermal le plus important de la ville, occupant une superficie d'environ 2 hectares. Enfin, les plus connus car encore visibles de nos jours sont les thermes de Cluny, qui comportaient des vestiaires, des palestres, des latrines, une salle froide (frigidarium), une salle tiède (tepidarium), une salle chaude (caldarium) et un système de chauffage par hypocauste. Des peintures et des mosaïques en ornaient l'intérieur. Ils sont d'une taille assez importante, le frigidarium, par exemple, seule pièce à avoir conservé sa couverture d'origine, a une voûte d'arêtes d'une hauteur de plus 14 mètres et l'ensemble du complexe s’étendait sur environ 6 000 m2.

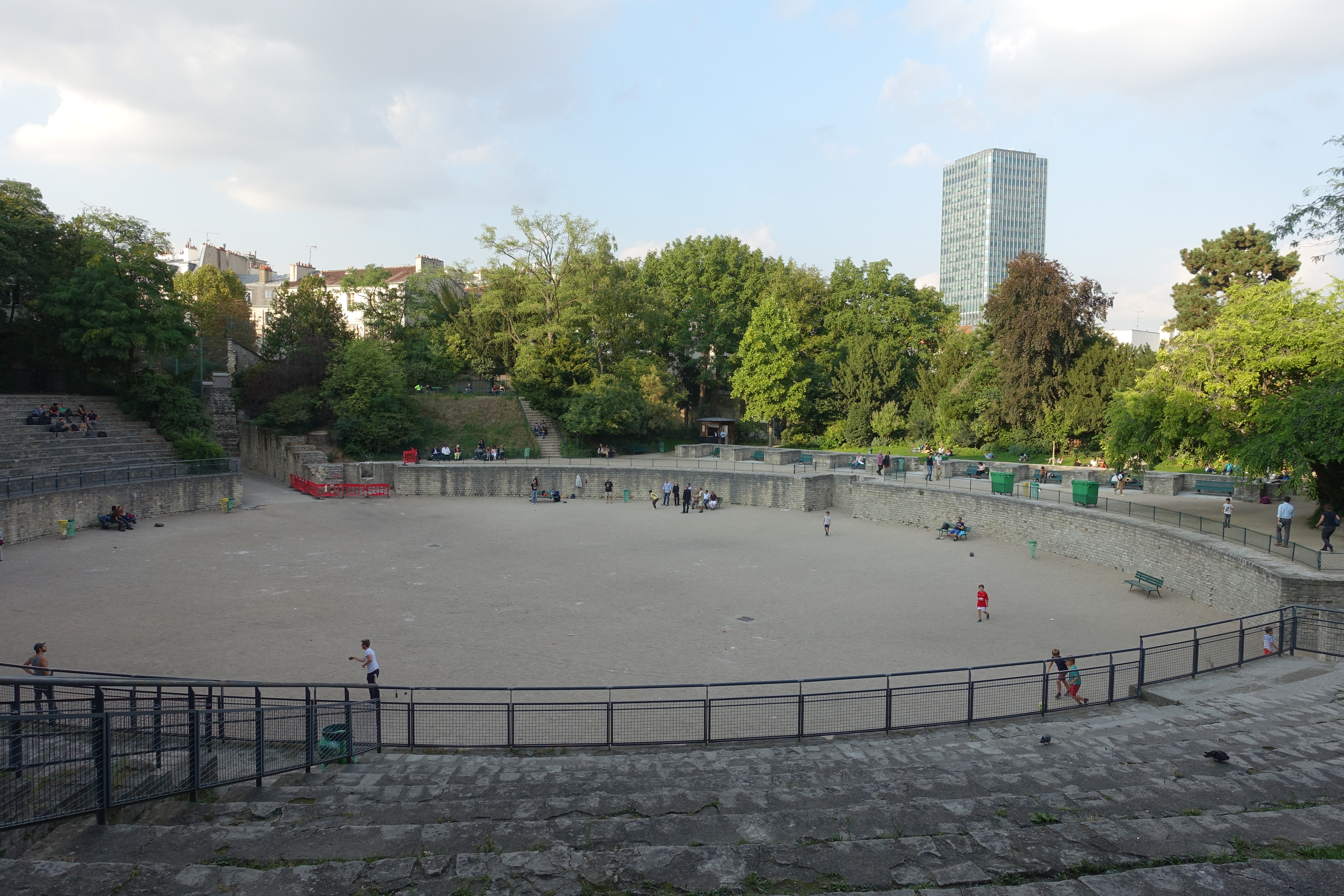
Les arènes de Lutèce.

Le cœur de la cité était le forum, composé d’une place entourée, sur trois côtés, de portiques à colonnades dans lesquels se trouvaient des échoppes ; le quatrième côté étant fermé par la basilique où se traitent les affaires judiciaires. Le centre de la place était occupé par un temple dont seul le soubassement a été retrouvé. Le forum se situait à l'emplacement de l’actuelle rue Soufflot. La déclivité naturelle de la Montagne Sainte-Geneviève permit aux constructeurs d’aménager des galeries souterraines établies sur le sol naturel sous les galeries de boutiques.
En plus des thermes de Cluny, il ne reste qu'un seul monument antique important visible à Paris. Il s'agit des arènes de Lutèce, amphithéâtre mis au jour à partir de 1860. Construites vers la fin du Ier siècle, elles se situent à l'écart de la ville antique et se présentaient sous la forme d'une arène elliptique, avec deux grandes entrées latérales et une cavea incomplète, la partie manquante étant occupée par une scène. Le tout permettait aux spectateurs d'assister soit à des comédies ou des pantomimes, soit à des combats de gladiateurs. L'ensemble était complété par une galerie extérieure et une façade ornée d’un riche décor. Le mur de scène était lui aussi décoré de niches et de statues comme en témoignent les fragments retrouvés sur le site.

## Le Moyen Âge

### DuIVesiècleauVesiècle
Au IVe siècle, alors que Paris devient un centre politique du fait du séjour de plusieurs empereurs romains, les principales constructions qui s'élèvent sur l'île de la Cité sont les suivantes : une enceinte, un palais (l'ancien palais du préfet, situé à l'extrémité occidentale de l'île) et une cathédrale.
Au siècle suivant, Clovis fait construire sur la rive gauche de la Seine, au sommet d'une colline (actuelle montagne Sainte-Geneviève), une basilique dédiée aux Apôtres et destinée à abriter son tombeau (future abbaye Sainte-Geneviève, à l'emplacement de l'actuel lycée Henri-IV). Son fils, Childebert, élève à son tour une autre basilique dédiée à la sainte Croix et à Saint-Vincent (actuelle abbaye Saint-Germain-des-Prés), également destinée à abriter son tombeau. La cathédrale et les deux basiliques serviront longtemps de modèle à de nombreux édifices religieux ultérieurs.
À partir du VIIIe siècle, la création architecturale s'essouffle du fait de la prééminence d'Aix-la-Chapelle au sein de l'empire carolingien.

### LeXIesiècle
Il faut attendre le XIe siècle pour que l'architecture parisienne s'éveille à nouveau. Une nouvelle enceinte est construite sur la rive droite et de nombreuses maisons sont édifiées.
Surtout, deux édifices importants sont reconstruits et témoignent d'une rupture avec la tradition architecturale antérieure. Le premier est le palais de l'île de la Cité, qui devient un palais royal moderne. Le second est l'abbatiale de Saint-Germain-des-Prés : par sa technique de construction, par son plan, par les caractéristiques de sa nef (élévation à deux niveaux, forme des supports, vaisseau central avec travées...), elle constitue un monument majeur qui fait date dans l'histoire de l'architecture religieuse.

### LeXIIesiècle
Au début du siècle s'épanouit l'architecture romane dans de nombreux édifices, dont les principaux sont l'abbaye Saint-Martin-des-Champs, l'abbaye Sainte-Geneviève, la chapelle Saint-Aignan et l’église Saint-Pierre de Montmartre. Ces édifices se caractérisent par de nombreux éléments architecturaux : déambulatoire, chapelles rayonnantes, colonnes et colonnettes, chapiteaux, décor animalier... On construit le chevet de Saint-Germain-des-Prés, ainsi que l’église Saint-Julien-le-Pauvre.
Dès lors, Paris devient la source d'inspiration des architectes de l’Europe entière. De nombreux hôtels particuliers sont édifiés sur les deux rives de la Seine. À partir de 1160, Maurice de Sully entreprend la construction de la cathédrale Notre-Dame de Paris, mélange de tradition (vaisseaux, chevet) et de nouveauté (élévation à quatre niveaux). Pendant un siècle, elle est un lieu de création qui sert de modèle à tous les artistes.
Parallèlement, Philippe Auguste fait construire une nouvelle enceinte pour protéger la rive droite, qui ne cesse de se développer. Cette enceinte de pierre est flanquée de tours et comporte un chemin de ronde crénelé. À l'ouest, la ville est défendue par une forteresse, le Louvre, dominée par une tour centrale haute de 30 mètres et qui devient le symbole de la puissance royale. Un corps d'architectes spécifique a été employé pour l'édification de ces deux monuments.

### LeXIIIesiècle
Moderne et peuplé, Paris est alors considéré comme la plus belle ville d'Europe. Le bois est de moins en moins utilisé, et les édifices en pierre se multiplient. Maçons et tailleurs de pierre font leur apparition et bâtissent de nombreux hôtels particuliers pour les grands seigneurs et les ecclésiastiques. Une nouvelle enceinte, peu défensive, est édifiée sur la rive gauche en 1209.
La construction de la cathédrale Notre-Dame se poursuit, sous l'influence de l'architecture gothique née au siècle précédent. Des innovations sont introduites : colonne à colonnettes engagées, galerie à l'aplomb des tours tendue au-devant du mur et non taillée dans son épaisseur, fenêtre-châssis...
L'autre édifice religieux remarquable construit à cette époque est la Sainte-Chapelle, édifice emblématique du style gothique rayonnant. Sa principale originalité réside dans l'emploi du métal, utilisé à l'intérieur de la maçonnerie pour renforcer l'ensemble.

### LeXIVesiècle
Philippe le Bel fait reconstruire le palais de la Cité, déjà remanié deux siècles auparavant. La salle haute est divisée en deux vaisseaux par une série de colonnes, et ce modèle va perdurer dans un grand nombre de palais seigneuriaux. Une enceinte protège ce qui est devenu le plus vaste palais royal d'Europe.
À partir de 1364, Paris est profondément transformé sous l'impulsion de Charles V. Une nouvelle enceinte est édifiée sur la rive droite : sa porte la plus fameuse est constituée par la forteresse de la Bastille, à l'extrémité de la rue Saint-Antoine. Le Louvre, qui perd son aspect défensif pour devenir un palais, est désormais englobé à l'intérieur de la ville.
À proximité de la Bastille est édifié l'hôtel Saint-Pol, pourvu de galeries et de jardins. D'autres hôtels voient le jour (de Nesle, de Bourbon, de Clisson).
Sur la rive gauche sont construits de nombreux collèges. Raymond du Temple édifie ainsi la chapelle du collège de Dormans (voir Jean de Dormans).

### LeXVesiècle
Sous l'influence de la guerre de Cent Ans, la création artistique se ralentit, tandis que la nécessité de protéger la ville se renforce. Jean sans Peur fait édifier une tour pour défendre l'ancien hôtel d'Artois (futur hôtel de Bourgogne).
La fin de la domination anglaise (1436) marque la renaissance de l'architecture parisienne. Sont édifiés l'hôtel des archevêques de Sens et celui des abbés de Cluny ; ce dernier introduit d'importantes innovations (disposition entre cour et jardin, circulations horizontales et verticales, galeries ouvertes et fermées).
L'architecture flamboyante se déploie dans l'église Saint-Germain-l'Auxerrois (élévation sur deux niveaux, ouverture des espaces). D'autres églises sont édifiées (Saint-Séverin, Saint-Gervais-Saint-Protais). Une innovation majeure consiste à surmonter le portail d'un gâble au-dessus duquel est percée une immense baie (église Saint-Merri). Les contreforts extérieurs sont habilement sculptés (tour Saint-Jacques).

## Les temps modernes

### LeXVIesiècle
Alors que la Renaissance italienne bouleverse l'art européen, les premières décennies de l'architecture parisienne sont encore influencées par le flamboyant, comme en témoignent le décor de la Grand-Chambre du palais de la Cité. L'Hôtel de Ville et l'église Saint-Eustache apparaissent comme des expériences hybrides : ainsi cette dernière s'inspire-t-elle de Notre-Dame, tant dans ses volumes que dans son plan.
La véritable originalité survient avec le style classique, inspiré de l'Antiquité, œuvre de Philibert Delorme, Pierre Lescot, Jean Goujon, Jean Bullant et Baptiste Androuet du Cerceau (voir Jacques Androuet du Cerceau). Le symbole de cet art nouveau est la fontaine des Innocents (1549), dont les bas-reliefs font l'admiration des artistes. Le chantier de reconstruction du Louvre permet à ces architectes de donner au classicisme français toute sa dimension, exploitant la richesse de la sculpture décorative. La construction du palais des Tuileries (à partir de 1564), bientôt reliée au Louvre, accentue le caractère monumental du projet.
L'hôtel parisien prend forme : un bâtiment sur rue relié par deux ailes perpendiculaires à un corps de logis élevé entre cour et jardin. Sont ainsi édifiés l'hôtel de Ligneris (actuel hôtel Carnavalet) et l'hôtel d'Angoulême (actuel hôtel Lamoignon). La pierre appareillée, mêlée à la brique à partir des années 1570, est utilisée pour les bâtiments les plus remarquables.
Des églises sont édifiées ou achevées (Saint-Étienne-du-Mont, Saint-Gervais-Saint-Protais, Saint-Merri) et rompent progressivement avec le modèle gothique, surtout dans le décor, qui épouse désormais le style classique : il en est ainsi des jubés construits à Saint-Germain-l'Auxerrois (1544, aujourd'hui disparu) et Saint-Étienne-du-Mont (1545). Certains autels témoignent également de cette introduction du classicisme (église Saint-Merri). L'un des ensembles religieux classiques les plus remarquables est le cloître des Célestins, édifié en 1541 (aujourd'hui disparu). La chapelle des Orfèvres témoigne également de ce nouveau style. Dans le chœur de l'église Saint-Médard et celui de Saint-Martin-des-Champs, des piles traitées en colonnes classicisantes se combinent avec des voûtes nervurées. La chapelle de l'abbaye Saint-Victor est reconstruite.
Les souverains successifs impulsent tout au long du siècle d'autres transformations architecturales et urbanistiques (pont Notre-Dame, maisons construites dans le cadre de nouveaux lotissements). La ville classique se construit peu à peu sur la ville médiévale, les maisons à pans de bois finissant par disparaître totalement du paysage.

## L'époque moderne

### LeXIXesiècle
Le XIXe siècle est marqué par la réalisation  des grands travaux haussmanniens. Sous le Second Empire, c’est Napoléon III mais surtout le baron Haussmann qui vont mener cette entreprise de modernisation de la ville de Paris. Si bien sûr, l’urbanisme de la ville se voit radicalement changer, l’architecture parisienne ne reste pas en manque. En effet, les célèbres immeubles haussmannien voient le jour. 
Pour plus d’informations sur les travaux haussamanniens : Transformations de Paris sous le Second Empire.

### LeXXesiècle
Le XXe siècle est encore marqué en son début par le style Beaux-Arts plutôt néoclassique et l'éclectisme architectural réinterprétant et mélangeant librement divers styles anciens. Cependant, l'un comme l'autre se voient concurrencés par d'autres styles et évoluent ou se laissent supplanter durant les années 1920.

## Époque contemporaine

### LeXXIesiècle
Le début des années 2000 se distingue par la monté en puissance des grands groupes immobiliers et par l'influence grandissant du lobby du béton. L’incidence sur l'Architecture est profond et se caractérise par une recherche sur l'optimisation économique, volumétrique et temporelle de la construction.
Derrière un discours écologique, l'architecture contemporaine tente de justifier une écriture sobre, légère et innovante au détriment de la durabilité et d'une intégration dans le patrimoine commun. Les concours d'architectures réalisés dans le cadre de "Réinventer Paris" révèlent cette nouvelle tendance et fait émerger de nombreuses protestations au sein des architectes.